# Zsarnokok
A Zsarnokok (Kids Ain't Like Everybody Else) a Született feleségek (Desperate Housewives) című amerikai filmsorozat kilencvenedik epizódja. Az Amerikai Egyesült Államokban először az ABC (American Broadcasting Company) adó vetítette 2008. október 12-én.

## Az epizód cselekménye
Daniellék látogatóba jönnek Bree-ékhez a hétvégére, ám már megérkezésükkor látszik, ez a hétvége sem lesz zökkenőmentes, ugyanis Bree-nek nincs ínyére, hogy Benjamin – pont úgy, mint az anyja és az apja – vegetáriánus, ezenfelül megnevezésükre sem azt használja, hogy anya és apa, hanem a nevükön szólítja őket.
MJ-t valaki állandóan bántja a játszótéren, de nem hajlandó elárulni Susannak, ki a tettes, csak Mike-nak.
Gabrielle és Carlos eladják kocsijukat, mert szükségük van a pénzre a háztörlesztéshez. Gabi nem túl lelkes, hiszen számára ez az utolsó tárgy az életében, ami azt mondja a világnak, hogy jobb náluk.
Ms. McCluskey és Katherine folytatja a nyomozást, és kérdezősködni kezdenek Edie-nél Dave felől.
Lynette lomtalanításra fogja Tomot, ám Tom nem mindentől válna meg szívesen, amikor is megjelenik Dave, és egy kidobásra váró gitárt szemlél, támad egy ötlete...

## Mellékszereplők
- Joy Lauren - Danielle Katz
- Kathryn Joosten - Karen McCluskey
- Gale Harold - Jackson Braddock
- Andrew Leeds - Leo Katz
- Madison De La Garza - Juanita Solis
- Daniella Baltodano - Celia Solis
- Mason Vale Cotton - MJ Delfino
- Ronobir Lahiri - Nabila férje
- Lakshmi Manchu - Nabila
- Leslie Karpman - Debbie
- Jake Soldera - Benjamin Katz

## Mary Alice epizódzáró monológja
- A narrátor, Mary Alice monológja az epizód végén így hangzik (a magyar változat alapján):

"Kíméletlen erőszakoskodók. Bármelyik felnőtt megmondhatja, hogy a játszótér nem az egyetlen hely, ahol megtalálhatók. Akármerre nézünk, mindenütt találunk olyanokat, akiknek nem számít, vagy fel sem tűnik, mekkora fájdalmat okoznak. Legyen az egy szomszéd, aki kihasználja a barátnője gyanakvását; vagy egy lány, aki a döntéseiért bűnteti az anyját; vagy egy asszony, aki számon kéri az igazát azon, aki eladott neki egy kocsit. Igen, zsarnokok mindenütt vannak. De mindközül a legrosszabbak azok, akik úgy kerítenek a hálójukba, hogy mégcsak észre sem vesszük, hogy mit tettek."

## Epizódcímek szerte a világban
- Angol: Kids Ain't Like Everybody Else (A gyerekek nem olyanok, mint mindenki más)
- Olasz: I bulli e i prepotenti (Bajkeverők és zsarnokok)
- Francia: L'homme qui en faisait trop
- Német: Tyrannen (Zsarnokok)